# Seznam premiérů Gruzie

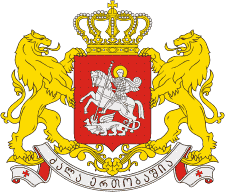
Státní znak Gruzie

Premiér (nebo předseda vlády), nejvýše postavený člen gruzínské vlády, je jmenován prezidentem Gruzínské republiky.
V době první nezávislé Gruzínské republiky v letech 1918–1921 se tato funkce oficiálně jmenovala ministerský předseda. Od 25. března 1921 do 7. března 1923 byl vrcholným orgánem sovětské moci Revoluční výbor Gruzie. Od 7. března 1923 se užíval titul předseda Rady lidových komisařů, od 15. března 1946 předseda Rady ministrů. Od 18. srpna 1991 do 5. října 1995 byl titul změněn na premiér. Do 17. února 2004 byla funkce přejmenována na státní ministr. Od 17. února 2004 se opět vrátil titul premiér (nebo předseda vlády).

## Gruzínská demokratická republika(1918–1921)
Předseda vlády
- Noe Ramišvili (26. květen 1918 – 24. červen 1918)
- Noe Žordanija (24. červen 1918 – 18. březen 1921)

## Gruzínská sovětská socialistická republika(1921–1990)
Předseda Rady lidových komisařů
- Polikarp Mdivani (7. březen 1922 – duben 1922)
- Sergej Kavtaradze (duben 1922 – leden 1923)
- Šalva Eliava (leden 1923 – červen 1927)
- Lavrentij Kartvelišvili (červen 1927 – červen 1929)
- Filipp Macharadze (červen 1929 – leden 1931)
- Levan Suchišvili (leden 1931 – 22. září 1931) – první funkční období
- German Mgaloblišvili (22. září 1931 – červen 1937)
- Levan Suchišvili (červen 1937 – 9. července 1937) – druhé funkční období
- Valerian Bakradze (9. červenec 1937 – 15. březen 1946)

Předseda Rady ministrů
- Valerian Bakradze (15. březen 1946 – prosinec 1946)
- Zacharij Čchubianišvili (prosinec 1946 – 6. duben 1952)
- Zacharij Kecchoveli (6. duben 1952 – 16. duben 1953)
- Valerian Bakradze (16. duben 1953 – 20. září 1953)
- Givi Džavachišvili (21. září 1953 – 17. prosinec 1975)
- Zurab Pataridze (17. prosinec 1975 – 5. červen 1982)
- Dmitrij Kartvelišvili (2. červenec 1982 – 11. duben 1986)
- Otar Čerkezia (12. duben 1986 – 29. březen 1989)
- Zurab Čcheidze (29. březen 1989 – 14. duben 1989)
- Hodari Čitanava (14. duben 1989 – 14. listopad 1991)

## Gruzínská republika(1990–současnost)
Předseda Rady ministrů
- Tengiz Sigua (15. listopad 1990 – 18. srpen 1991)

Předseda vlády
- Murman Omanidze (18. srpen 1991 – 23. srpen 1991) – dočasně pověřen výkonem funkce
- Bessarion Gugušvili (23. srpen 1991 – 6. ledna 1992)
- Tengiz Sigua (6. leden 1992 – 6. srpen 1993)
- Eduard Ševardnadze (6. srpen 1993 – 20. srpen 1993) – dočasně pověřen výkonem funkce
- Otar Pacacija (20. srpen 1993 – 5. říjen 1995)

Státní ministr
- Nikoloz Lekišvili (8. prosinec 1995 – 7. srpen 1998)
- Važa Lortkipanidze (7. srpen 1998 – 11. květen 2000)
- Giorgi Arsenišvili (11. květen 2000 – 21. prosinec 2001)
- Avtandil Džorbenadze (21. prosinec 2001 – 27. listopad 2003)
- Zurab Žvanija (27. listopad 2003 – 17. únor 2004)

Předseda vlády
- Zurab Žvanija (17. únor 2004 – 3. únor 2005)
- Giorgi Baramidze (3. únor 2005 – 17. únor 2005) – dočasně pověřen výkonem funkce
- Zurab Nogaideli (17. únor 2005 – 16. listopad 2007)
- Lado Gurgenidze (22. listopad 2007 – 27. říjen 2008)
- Grigol Mgaloblišvili (27. říjen 2008 – 6. únor 2009)
- Nikoloz Gilauri (6. února 2009 – 4. července 2012)
- Vano Merabišvili (4. července 2012 – 25. října 2012)
- Bidzina Ivanišvili (25. října 2012 – 25. listopadu 2013)
- Irakli Garibašvili (25. listopadu 2013 – 30. prosince 2015)
- Giorgi Kvirikašvili (30. prosince 2015 – 20. června 2018)
- Mamuka Bachtadze (20. června 2018 – 2. září 2019)
- Giorgi Gacharija (8. září 2019 – 18. února 2021)
- Irakli Garibašvili (od 22. února 2021)